# 马克·伍德沃德
马克·伍德沃德（Mark R. Woodward）是一位美国学者，著有《伊斯兰教在爪哇》一书。
新秩序时期，他在印度尼西亚日惹地区进行人种学研究。
《伊斯兰教在爪哇》引起了一系列的反应，因为它与克利福德·格尔茨30年前在东爪哇省的观察结果不同。

## 出版
- 《伊斯兰教在爪哇：规范化虔诚和神秘主义在日惹苏丹国》 （Islam in Java : normative piety and mysticism in the sultanate of Yogyakarta），图森：亚利桑那大学出版社，1989年，ISBN 0-8165-1103-9
- 《加沙的歌利亚和大卫》（“Goliath and David in Gaza: Indonesian myth-building and conflict as a cultural system.”），与卢克斯-布尔（Lukens-Bull, Ronald），2011年
- 《世界宗教》（Religions of the World），与刘易斯·霍普费（Lewis Hopfe）